# Теодор Рич
Теодор Рич (Одеса 1894 – Аушвиц 1943) био је руски оперски певач, тенор, јеврејског порекла, активан у Европи и Америци током прве половине ХХ века.

## Биографија
Рођен је 1894. године у Одеси, тада у саставу Руске Империје. Према неким изворима, оперски деби имао је у Русији, али како је земљу напустио убрзо након Октобарске револуције 1917, та тврдња је под знаком питања, јер би у том тренутку био веома млад. Период од девет година након напуштања Русије до појављивања на западноевропској сцени највећим делом је недовољно документован. Једини поуздан податак из тог периода јесте да је наступао у Југославији, мада није познато у којим градовима.
Од касних 1920-их борави у Паризу, а 23. марта 1926. наступио је у улози Григорија у Boris Godunov у Париској опери. Није извесно да ли је у том тренутку већ живео у Француској или је још увек био настањен у Југославији. Већ од 1927. године постаје члан ансамбла Opéra Russe Марије Кузњецове, трупе која је деловала у Паризу и често гостовала широм Европе. У неком тренутку Рич се трајно населио у Паризу.
Године 1928. наступа у улози Дмитрија у Boris Godunov у Париској опери. Године 1929. наводно је наступио у Teatro Colón у Буенос Ајресу (иако о томе не постоји сигуран доказ), а исте године и у Лондону, у Covent Garden-у и у енглеској премијери опере Sadko у Позоришту Lyceum. У сезони 1929–1930. певао је у Чикагу у опери La Juive улогу Леополда, са Розом Рајзом, Чарлсом Маршалом и Александром Кипнисом. У опери Louise играо је улогу Краља будала са Мери Гарден, Ренеом Мезоном, Маријом Клаесенс и Ванијем Маркуом. У сезони 1930–1931. певао је Рамона у La Navarraise, Гастона у опери Camille Хамилтона Фореста са Мери Гарден и Чарлсом Хакетом, као и Касија у Otello са Чарлсом Маршалом, Клаудијом Муцио и Ванијем Маркуом. У Риму је 1932. наступио као Владимир Игоревич на премијери Prince Igor Александра Бородина. Године 1937. певао је у опери Ariane et Barbe-bleue у Краљевској опери у Лондону.
Сачувани су снимци арија из опера Tosca и Manon.

## Смрт
Фјодор Рич је био јеврејског порекла и у време Другог светског рата живео је у Паризу. Изгледа да је у јулу 1942. избегао велико хапшење јеврејског становништва у Паризу познато као la rafle du Vel' d'Hiv', али је 1943. ухапшен од стране нациста. Интерниран је у логор Drancy, а потом депортован возом у логор смрти у Пољској, највероватније Аушвиц. Преминуо је током транспорта.